# Seamus Heaney
Seamus Justin Heaney (IPA: [ˈʃeɪməs ˈhiːni]; Castledawson, 13 aprile 1939 – Dublino, 30 agosto 2013) è stato un poeta nordirlandese, Premio Nobel per la letteratura nel 1995, massimo rappresentante contemporaneo del rinascimento poetico irlandese.

## Biografia
È uno dei più grandi poeti del Novecento, grande esponente della cultura irlandese.
Nacque nella fattoria "Mossbawn", tra Castledawson e Toomebridge, in Irlanda del Nord, nella Contea di Antrim, primo di nove figli. Nel 1953 la famiglia si trasferì a Bellaghy, a pochi chilometri, dove il poeta visse la giovinezza, turbata in modo rilevante da una tragedia che aveva colpito la famiglia quando lui aveva 14 anni: la morte del fratellino Christopher, avvenuta in seguito a un incidente automobilistico.
La sua prima formazione scolastica avvenne ad Anahorish (in gaelico, "il luogo delle acque chiare"). Nel 1957 si iscrisse alla Queen's University Belfast; dopo la laurea in Lettere, insegnò a Belfast e in seguito a Dublino.
L'Irlanda ricorre nella lirica del poeta attraverso paesaggi, ricordi giovanili e temi della rinascita irlandese (Celtic revival).
Ha vissuto tra l'Irlanda e gli Stati Uniti, dove dal 1984 ha insegnato all'Università di Harvard.
In tutte le opere di Heaney hanno rilievo le vicende legate al problema dell'indipendentismo irlandese. La sua poetica è legata alla sua terra, alla vita politica del paese. Come egli ha scritto nella poesia Digging, il poeta userà la penna come il nonno e il padre hanno usato la vanga.

## Influenza
Il cantante Bono, leader degli U2, ha dichiarato come le opere del poeta fossero molto importanti per lui, in particolare From the Republic of Conscience, che considera come un testo religioso. Dalla morte di Heaney, l'artista dona un'opera del premio Nobel a tutte le personalità che incontra durante la sua attività di filantropo.

## Opere
Tra le sue opere edite in italiano, ricordiamo:
- North, 12 poesie, in Gli uomini sono una beffa degli angeli, Poesia Britannica Contemporanea, per la traduzione e cura di Erminia Passannanti, introduzione di Blake Morrison, Ripostes, Salerno, 1994 (senza testo a fronte)
- Attraversamenti, a cura di Anthony Oldcorn, con uno scritto di Roberto Sanesi, Milano: Vanni Scheiwiller, 1990 ISBN 88-7644-221-9; con postfazione di Jacopo Ricciardi, 2005. ISBN 88-7644-467-X
- Scavando, a cura di Franco Buffoni, Roma: Fondazione Marino Piazzolla, 1991, testo inglese con traduzione a fronte.
- Station Island, a cura di Gabriella Morisco, Milano: Mondadori, 1992. ISBN 88-04-35575-1
- Radure, a cura di Gabriella Morisco, Bologna: In forma di parole, 1995
- Attenzioni. Prose scelte 1968-1978, introduzione e cura di Massimo Bacigalupo, trad. di Piero Vaglioni Roma: Fazi, 1996. ISBN 88-8112-028-3
- Poesie scelte, a cura di Roberto Sanesi, Milano: Marcos y Marcos, 1996. ISBN 88-7168-144-4
- Una porta sul buio, prefazione e traduzione di Roberto Mussapi, Parma: Guanda, 2006. ISBN 88-8246-899-2
- Sia dato credito alla poesia, a cura di Marco Sonzogni, Milano: Archinto, 1997 ISBN 88-7768-209-4
- Veder cose, a cura di Gilberto Sacerdoti, Milano: Mondadori, 1997. ISBN 88-04-44198-4
- Il governo della lingua. Prose scelte 1978-1987, a cura di Massimo Bacigalupo, Roma: Fazi, 1998. ISBN 88-8112-066-6
- North, a cura di Roberto Mussapi, Collezione Lo Specchio, Milano, Mondadori, 1998, ISBN 88-04-42270-X.
- Una porta sul buio, prefazione e traduzione di Roberto Mussapi, Milano: TEA, 1998 ISBN 88-7818-387-3
- La lanterna di biancospino, a cura di Francesca Romana Paci, Parma: Guanda, 2007. ISBN 978-88-8246-992-4
- La riparazione della poesia. Lezioni di Oxford, a cura di Massimo Bacigalupo, Roma: Fazi, 1999. ISBN 88-8112-116-6
- The Spirit Level, a cura di Roberto Mussapi, Milano: Mondadori, 2000. ISBN 88-04-47903-5
- Beowulf, a cura di Massimo Bacigalupo; con un saggio di J. R. R. Tolkien, Roma: Fazi, 2002. ISBN 88-8112-317-7
- Electric Light, trad, di Luca Guerneri, Milano: Mondadori, 2003. ISBN 88-04-52111-2
- Fuori campo, a cura di Massimo Bacigalupo, Novara: Interlinea, 2005. ISBN 88-8212-522-X
- Sulla poesia, a cura di Marco Sonzogni, Milano: Archinto, 2005. ISBN 88-7768-430-5
- Seamus Heaney. Le frontiere della scrittura, Tre saggi e 12 poesie in traduzione italiana, per la traduzione e cura di Erminia Passannanti, Brindin Press, Salisbury, 2007. ISBN 978-1-4923-1841-5
- Seamus Heaney, poeta dotto, a cura di Gabriella Morisco, Bologna: In forma di parole, 2007.
- Seamus Heaney. Terra di palude. Poesie: Bogland Poems. Con testo a fronte in inglese, Trad. e cura E. Passannanti, Brindin Press, Salisbury, 2009, Ristampa 2013.
- District e Circle, a cura di Luca Guerneri, Milano: Mondadori, 2009. ISBN 978-88-04-58950-1
- Catena umana, trad. di Luca Guerneri,  Milano: Mondadori, 2011. ISBN 978-88-04-60735-9
- La livella a bolla d'aria / The Spirit Level. Scelta di poesie dalla raccolta The Spirit Level di Seamus Heaney, per la traduzione e cura di Erminia Passannanti, Oxford 2012. ISBN 978-1-4923-4011-9
- Poesie Scelte, selezione antologica dalle più famose raccolte di Seamus Heaney, per la traduzione e cura di Erminia Passannanti, Oxford, 2007. Terza Edizione 2013.  ISBN 978-1-4922-9500-6
- Poesie, a cura di Marco Sonzogni, saggio introduttivo e cronologia di Piero Boitani, Collana I Meridiani, Milano, Mondadori, 2016, ISBN 978-88-04-66315-7.

## Premi e riconoscimenti
- Nel 1968, con Death of a Naturalist, gli è stato assegnato il Geoffrey Faber Memorial Prize[3]